# Bornheim
Pour les articles homonymes, voir Bornheim (homonymie).
Bornheim est une ville de Rhénanie-du-Nord-Westphalie (Allemagne), située dans l'arrondissement de Rhin-Sieg, dans le district de Cologne, dans le Landschaftsverband de Rhénanie.

## Municipalité
La municipalité de Bornheim se compose de quatorze quartiers et villages:  Brening, Dersdorf, Hemmerich, Hersel, Kardorf, Merten, Rösberg, Roisdorf, Sechtem, Uedorf, Walberberg, Waldorf et Widdig.

## Histoire
| Appartenances historiques Électorat de Cologne 953-1797 République cisrhénane (Roer) 1797-1802 République française (Roer) 1802-1804 Empire français (Roer) 1804-1815 Royaume de Prusse (Province de Juliers-Clèves-Berg) 1815-1822 Royaume de Prusse (Province de Rhénanie) 1822-1918 République de Weimar 1918-1933 Reich allemand 1933-1945 Allemagne occupée 1945-1949 Allemagne 1949-présent |

## Personnalités liées à la ville
- Hugo am Zehnhoff (1855-1930), homme politique né à Waldorf.
- Maximilian von Weichs (1881-1954), maréchal de la Wehrmacht pendant la Seconde Guerre mondiale
- Jürgen Hahn-Butry (1899-1976), journaliste mort à Hersel.

## Jumelage
- Bornem (Belgique) depuis 1989
- Mittweida (Allemagne) depuis 1991
- Zawiercie (Pologne) depuis 2010

## Architecture
- Château de Bornheim